# Charles Stewart Parnell
Charles Stewart Parnell (Avondale, 27 de junho de 1846 — Brighton, 6 de outubro de 1891) foi um político e nacionalista irlandês, membro do Partido Parlamentar Irlandês, foi representante de seu país no Parlamento em Londres. Suas posições causavam polêmica entre os irlandeses.
Parnell liderou o Partido Parlamentar Irlandês como membro do Parlamento (MP) durante o período do nacionalismo Parlamentar na Irlanda entre 1875 até sua morte em 1891.

## Vida e obra
Ele era o terceiro filho homem e o sétimo filho de John Henry Parnell, um rico anglo-irlandês com grandes propriedades de terras, de uma família inglesa protestante estabelecida na Irlanda ao tempo de Carlos II. Pelo lado sua sua mãe, era neto do comandante norte-americano Charles Stewart (um enteado do guarda costas de George Washington). Havia ao todo de sua mãe com seu pai onze filhos ao todo: cinco meninos e seis meninas.
Uma bisavó distante de Parnell pertencia da Dinastia Tudor e por isso teve uma distante ligação com a família real britânica.
Seus pais se separaram quando tinha seis anos, e como um menino, foi enviado para diferentes escolas da Inglaterra, onde possou uma juventude infeliz. Seu pai morreu em 1859, e ele herdou suas propriedades. Estudou na Universidade de Cambridge. Após uma viagem pelo Estados Unidos, foi nomeado Xerife do condado de Wicklow, em 1874.
Opondo-se à crescente repressão do movimento feniano, juntou-se a Isaac Butt, dirigente da Amnesty Association e a Home Rule Association, vindo a ser eleito para a câmara dos comuns em 1875, onde passados dois anos se tornou o chefe incontestado do partido irlandês. Líder carismático, dotado de excelentes qualidades oratórias, rapidamente organizou o respectivo partido no parlamento, bem como conseguiu obter apoios financeiros juntos do fenianos norte-americanos. Mobilizou ainda o clero católico e co-organiziou a Liga Agrária da qual foi nomeado o primeiro presidente. Foi novamente eleito em 1880, juntamente com 68 apoiantes da Home rule (governo autónomo para a Irlanda).
Defendeu junto dos agricultores e campesinato a adopção da tática do boicote contra os seus perseguidores, nomeadamente os grandes propriétarios. Tal tática provocou inúmeros actos de violência, mas obteve o mérito de tornar a causa irlandesa politicamente relevante na cena britânica.  Foi acusado e absolvido de obstrução.
Foi um feroz opositor à Coertion bill, a qual criava um regime de excepção no que dizia respeito às liberdades cívicas, para toda a Irlanda, tendo sido preso e a liga Agrária dissolvida. Foi solto um ano depois, após negociações que levaram as autoridades britânicas a aceitarem estudar a questão agrária irlandesa em troca dos esforços de Parnell em diminuir a violência que se vinha alastrando.
Parnell foi eleito pela primeira vez para a Câmara dos Comuns, como membro da Liga Home Rule do Parlamento (MP) para County Meath em 21 de Abril de 1875 em uma eleição, apoiada por Fenian Patrick Egan.
Em 1885 criou a Irish National League e conseguiu eleger 85 defensores da instauração de um governo autónomo nas eleições de 1886. Deu apoio ao governo de William Ewartg Gladstone, que defendia o Home Rule.
Foi acusado de adultério em 1890, com a Srª O'Shea, esposa do seu melhor amigo, do qual divorciou e com quem Parnell acabou por casar. Abandonado pelos seus amigos liberais ingleses e pela hierarquia católica irlandesa, viu igualmente a maioria dos deputados irlandeses afastar-se da sua liderança. Nas tentativas e restaurar a unidade descurou os seus problemas de saúde, falecendo repentinamente.
Suas posições políticas eram um enigma. Era um comunicador eficaz, ele foi habilmente ambivalente em combinar com suas palavras. No entanto, ele tolerada radical republicano e ateu, Charles Bradlaugh e associada com a Igreja Católica Romana.